# Farce (théâtre)
Pour les articles homonymes, voir Farce.

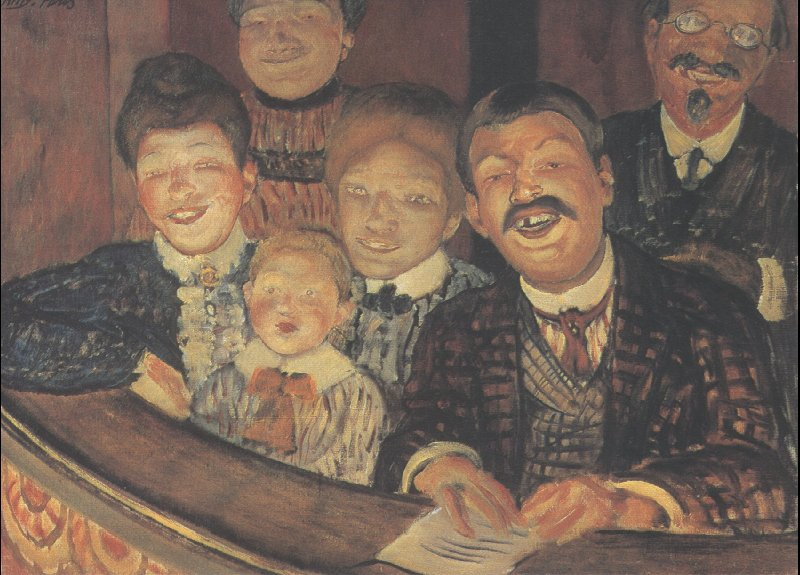
Spectateurs d'une farce, peinture de Kouzma Petrov-Vodkine.

La farce est un genre théâtral né au Moyen Âge, qui a pour but de faire rire et qui a souvent des caractéristiques grossières. Son origine remonte à l'Antiquité gréco-romaine, nous en trouvons déjà des traces chez Aristophane et Plaute.

## Farce du Moyen Âge
Les origines de la farce sont difficiles à retracer. L’hypothèse d’une filiation avec les premières pièces comiques au XIIe siècle et XIIIe siècle a parfois été suggérée. C'est à la fin du Xe siècle qu'apparaît le mot « farce » pour la première fois. En France et en Angleterre, on employait le mot « farce » pour parler des phrases insérées entre kyrie et eleison dans les litanies et aussi pour parler des passages en français ajoutés entre les phrases en latin en chantant l’épître. Plus tard, on commença à l’employer pour décrire les interludes de jeu improvisés et farfelus joués par les acteurs au milieu d’un drame religieux au théâtre appelés mystères (on disait alors que l'on « farcissait » la représentation). On appelle farce les pièces de théâtre comiques composées du Xe siècle jusqu'au XVIe siècle, issues du répertoire des monologues comiques, des sermons joyeux des jongleurs (héritiers de la tradition des mimes latins). Elle présente des situations et des personnages ridicules où règnent tromperie, équivoque, ruse, mystification.
Avant l’invention de l’imprimerie par Gutenberg au XVe siècle, la plupart des informations, nouvelles, chansons et pièces de théâtre étaient communiquées oralement. Les premiers imprimeurs profitaient de la popularité du genre en imprimant les textes qu'ils vendaient aux spectateurs, sous format d'exemplaire aux pages longues mais très étroites-format dit « agenda ». Même après cette grande invention, les deux sources de communications les plus importantes étaient l’église et les troupes de comédiens ambulants. Ces acteurs voyageaient en jouant des pièces de théâtre dont le public était friand. Ils essayaient de jouer n’importe où, y compris sur les places publiques et dans les tavernes.
Même si la plupart des farces étaient issues de la tradition orale, certaines étaient écrites, telles que Le Garçon et l'Aveugle (XIIIe siècle), première farce française écrite, et La Farce de Maître Pathelin, une œuvre très célèbre écrite vers 1457.
La farce est satirique mais échappe à la censure car elle fait rire les gens. Nous en avons conservé près de 250 pièces brèves.
Chaque personnage est individualisé, a un nom et est lié aux autres personnages : ce ne sont pas des stéréotypes et ils n’incarnent pas tout un groupe. Lorsqu’un gentilhomme apparaît dans la farce, il est ridiculisé. Comme dans les fabliaux, les occupations des personnages sont très matérielles : argent, trouver de quoi se nourrir, amour, etc. C’est un monde de tromperie : la faible femme triomphe généralement, les moines sont paillards et débauchés, le thème du trompeur trompé revient fréquemment. Le décor est simple et permet de jouer dans n'importe quel lieu.
Il se trouve aussi que les clercs  étaient les plus grands auteurs de farces au point où on leur attribue même La Farce de Maître Pathelin citée plus haut, dont la paternité revient en fait à Triboulet, le bouffon du roi René d’Anjou. Ces clercs étaient des membres de la justice d'où de nombreuses pièces de jugements qui leur permettaient de s’entraîner à leurs futurs jugements. On connait aussi les Enfants Sans-Soucis et les Cornards de Rouen, deux confréries joyeuses d'amateurs.

## Farce auXVIIesiècle
Au commencement du XVIIe siècle en France, les trois genres dramatiques reflétaient les strictes divisions des classes sociales à cette époque: la tragédie était associée à la noblesse, la comédie à la bourgeoisie, la farce au peuple.
Les grands changements apparaissent en France au XVIIe siècle, avec les apports de la commedia dell'arte et son influence sur la farce française. En parcourant la France, Jean-Baptiste Poquelin, dit Molière, rencontre des acteurs de la commedia. Inspiré des techniques de ce genre théâtral, Molière commence à écrire des farces, en employant les dispositifs littéraires utilisés par la commedia dell'arte, comme le lazzi (acrobatie verbale et gestuelle), le quiproquo et l'humour bouffon. Il utilise aussi des noms de personnages très similaires à ceux des pièces de la commedia dell'arte, comme Sganarelle et Lucinde. En écrivant ses farces, Molière a non seulement rétabli la farce en France, mais il lui a aussi donné la respectabilité. La nouvelle farce française est plus drôle et amusante que la comédie traditionnelle et n'est plus seulement destinée au peuple. La stricte division entre les genres dramatiques tend à s'estomper. À la même époque, Corneille crée un nouveau genre théâtral, la comédie de mœurs, qui rompt avec la farce grossière et bouffonne en vogue.

## Principales farces

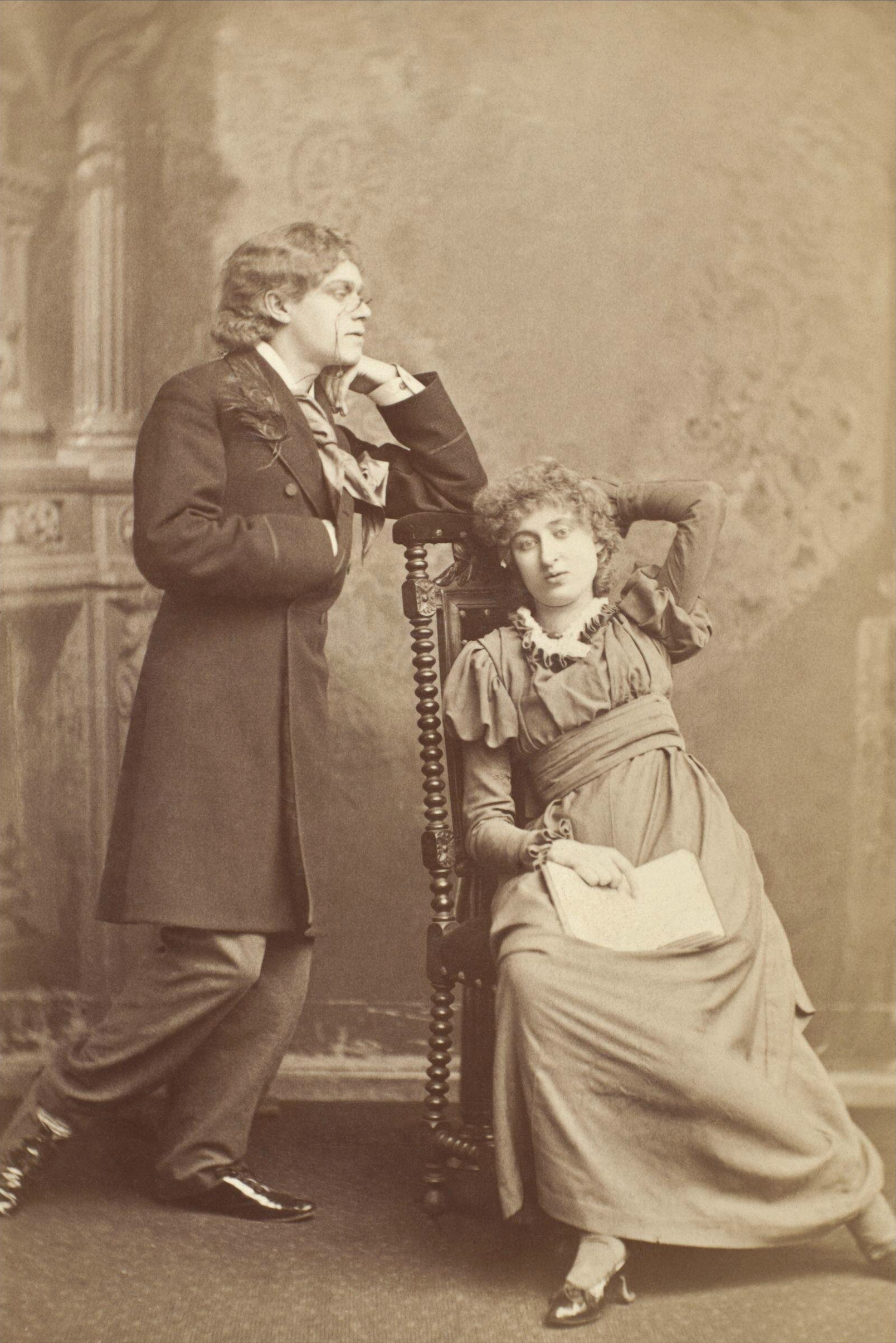
Une répétition de la farce The Colonel (play), en 1887, pièce dont Victoria (reine) a commandé une représentation.

En France, les farces les plus célèbres sont :
- La Farce de Maître Pathelin
- Le Pâté et la Tarte
- La Farce du cuvier
- La Farce des deux savetiers
- Les Fourberies de Scapin

D'autres auteurs contemporains se sont illustrés dans ce style :
- L'Abbé Prout (1902), de Paul-Élie Ranson
- Farces et moralités (1904), d'Octave Mirbeau.
- Le Testament du père Leleu (1914) et La Gonfle (1928), deux farces paysannes écrites par Roger Martin du Gard.
- Le Cocu magnifique (1921) de Fernand Crommelynck
- Le Minotaure (1969), de Marcel Aymé.
- Caviar ou Lentilles (1956), de Giulio Scarnicci et Renzo Tarabusi.